# Numforboszanger
De numforboszanger (Phylloscopus maforensis) is een zangvogel uit de familie Phylloscopidae.

## Verspreiding en leefgebied
Deze soort is endemische soort op het eiland Numfor dat ligt in de Geelvinkbaai in de provincie Papoea (Indonesië).